# Leslie Morshead
El teniente general sir Leslie James Morshead (Ballarat, Australia 18 de septiembre de 1889 - Sídney, Australia  26 de septiembre de 1959), fue un soldado, maestro, hombre de negocios y campesino australiano, con una distinguida carrera militar en la Primera y en la Segunda Guerra Mundial. Especialmente durante la Segunda Guerra Mundial estuvo al mando de las tropas australianas y británicas en el Sitio de Tobruk y en la Segunda Batalla de El Alamein, logrando victorias decisivas contra el Afrika Korps, liderado por Erwin Rommel.
Al comenzar la Primera Guerra Mundial en agosto de 1914, Morshead trabajaba como maestro. Renunció a su trabajo, y se alistó en Sídney como soldado en el Segundo Batallón de Infantería de la Primera Fuerza Imperial Australiana. Fue ascendido a teniente en septiembre. Desembarca en Anzac el 25 de abril de 1915, y su batallón lleva a cabo ese día el mayor avance de todas las unidades australianas. Enviado a Australia con heridas, es designado comandante del Batallón de Infantería N.º 33, al cual lidera en el Frente Occidental en Messines, Passchendaele, Primera Batalla de Villers-Bretonneux y Amiens.
Entre las dos guerras lleva adelante una carrera exitosa en la compañía naviera Orient Line, y permanece activo a tiempo parcial con la milicia, comandando batallones y brigadas. En 1939, fue designado para el mando de la 18.ª Brigada de Infantería de la 6.ª División en la Segunda Fuerza Imperial Australiana. En 1941, fue designado comandante de la 9.ª División, a la que condujo en el sitio de Tobruk en 1941 y en la Segunda Batalla de El Alamein en 1942. Regresó a Australia en 1943, donde fue designado para el mando del Segundo Cuerpo, al que dirigió en la Campaña de Nueva Guinea. En 1945, mandó el Primer Cuerpo en la Campaña de Borneo. Un oficial estricto y exigente, sus soldados se referían a él con el apelativo humorístico de "Ming el despiadado," y posteriormente como "Ming," en referencia al villano que aparece en la serie de caricaturas de Flash Gordon.